# المسجد الأخضر
المسجد الأخضر أو مسجد بلخ الأخضر هو مسجد يقع في مدينة بلخ في شمال أفغانستان، ويعتقد أن يكون المسجد قد تم بناؤه بتكليف من حاكم الإمبراطورية التيمورية الشرقية شاه رخ بن تيمورلنك، أو عن طريق زوجته غوهارشاد.

## التاريخ
بعد وفاة تيمورلنك في عام 1405 انخفضت إمبراطوريته وأصبح مختلف القبائل وأمراء الحرب يتنافسون على الهيمنة على الإمبراطورية، وقد دمر الأغنام التركمانية السوداء الإمبراطورية الغربية في عام 1410 عندما استولت على بغداد، ولكن في بلاد فارس وما وراء النهر تمكن شاه رخ من تأمين السيطرة الفعالة في حوالي عام 1409، سيطرة إمبراطوريته على طرق التجارة الرئيسية بين الشرق والغرب، بما في ذلك طريق الحرير الأسطوري، وأصبحوا في ثراء فاحش نتيجة لذلك، زوجته غوهارشاد قامت بتمويل بناء العديد من المساجد والمدارس في جميع أنحاء خراسان غرب أفغانستان وشرق بلاد فارس وهي الأجزاء الأكثر أمانا للإمبراطورية، وكان خلال هذه الأوقات من الاستقرار قد قامت الامبراطورية بيشييد العديد من التحف المعمارية، في عام 1640 كان يتمركز المغولي الأمير شاه جهان في مقاطعة بلخ بسبب الغارات الأوزبكية، وكان من المعروف أن شاه جاهان في المنطقة قد قدم تعديلات على العديد من المساجد المحلية، وجوانب من هذا المبنى كانت مقدمة لفكرة بناء تاج محل الشهير، كما أن أوجه التشابه يمكن أن تلاحظ بسهولة.

## العمارة
يعبر المبنى الرئيسي عن الطراز المعماري التيموري النموذجي، ومع ذلك فاليوم الكثير من أجزاء المبنى يعاني بشكل كبير من الإهمال والضرر جراء ما تم بيت الفصائل المتحاربة خلال الحروب الأهلية السوفيتية والأفغانية، الفناء الرئيسي تم الحفاظ عليها بشكل جيد مما يسمح للناس بللصلاة في الأماكن المفتوحة منه، إلى الجزء الخلفي من المبنى أعطي القليل من الرعاية لتعبيد أزقته وأرضياته وتشييد الحدائق فيه، والمئذنة انهارت إما بسبب عمر المبنى أو يمكن أن يكون بسبب عمل عدواني في زمن الحرب من قبل الشيوعيين، وقد اختفى جزء كبير من أعمال البلاط والأبواب الخشبية، والمسجد الآن في حاجة ماسة للإصلاح.

## وصلات خارجية
- موقع المسجد الأخضر على الخريطة
- البوم صور المسجد الأخضر